# U-17-Fußball-Asienmeisterschaft 2025
Die 20. U-17-Fußball-Asienmeisterschaft (offiziell: 2025 AFC U-17 Asian Cup) wurde vom 3. bis zum 20. April 2025 in Saudi-Arabien ausgetragen. Es traten 16 Mannschaften zunächst in der Gruppenphase in vier Gruppen und danach im K.-o.-System gegeneinander an. Das Turnier diente als asiatische Qualifikation für die U-17-Fußball-Weltmeisterschaft 2025 in Katar. Aufgrund der Aufstockung der U-17-WM auf 48 Mannschaften qualifizierten sich neben Gastgeber Katar die besten acht Mannschaften dafür.
Usbekistan gewann das Turnier im Finale mit 2:0 gegen Saudi-Arabien. Die beiden hatten sich im Halbfinale gegen Nordkorea und Südkorea durchgesetzt. Titelverteidiger Japan schied bereits im Viertelfinale aus. Torschützenkönig wurde der Usbeke Asilbek Aliyev, der fünf Toren erzielte. Zum besten Spieler des Turniers wurde der Usbeke Sadriddin Hasanov ernannt.

## Teilnehmer

### Qualifikation
Von den 47 Mitgliedsverbänden der AFC meldeten sich neben Gastgeber Saudi-Arabien 43 zur Teilnahme an. Die Auslosung der Gruppen fand am 13. Juni 2024 in Kuala Lumpur statt. Wie seit den Qualifikationsspielen 2023 üblich, gibt es keine regionale Aufteilung in die West- und Ostregion mehr. Die Mannschaften werden in fünf Fünfer- und sieben Vierergruppen gelost.
Die Gruppen wurden vom 19. bis zum 27. Oktober 2024 weiterhin als Miniturniere ausgetragen, bei denen je einer der Teilnehmer als Gastgeber einer Gruppe fungierte. Jede Mannschaft spielte einmal gegen jede andere ihrer Gruppe. Die zehn Gruppensieger und die fünf besten Zweitplatzierten qualifizierten sich für die Endrunde. Der Gastgeber aus Saudi-Arabien nahm nicht an der Qualifikation teil, war aber automatisch für die Endrunde gesetzt.
Japan konnte sich zum insgesamt 17. Mal für die Endrunde qualifizieren und bleibt damit Rekordteilnehmer. Dicht dahinter folgen die regionalen Nachbarn Südkorea und China mit je 16 sowie mit jeweils 13 Teilnahmen der Iran und Thailand. Ohne die abgesagte Austragung 2021 zu berücksichtigen, ist es für Indonesien, Nordkorea und den Oman die jeweils erste Teilnahme nach 2018 und für die Vereinigten Arabischen Emirate die erste nach 2016. Für Afghanistan ist es nach 2018 sowie 2023 erst die dritte Teilnahme überhaupt. Auf der anderen Seite überstanden mit Indien, Katar, Laos und Malaysia vier Teilnehmer von 2023 die Qualifikation nicht.

### Auslosung
Die Gruppenauslosung fand am 23. Januar 2025 in der malaysischen Hauptstadt Kuala Lumpur statt. Die Mannschaften wurden entsprechend ihren Platzierungen bei den letzten drei Austragungen (2016, 2018, 2023) auf vier Lostöpfe verteilt und in vier Gruppen mit jeweils vier Mannschaften gelost. Gastgeber Saudi-Arabien war bereits als Gruppenkopf der Gruppe A gesetzt.
- Lostopf 1: Saudi-Arabien, Japan, Südkorea, Iran
- Lostopf 2: Australien, Jemen, Usbekistan, Tadschikistan
- Lostopf 3: Thailand, Vietnam, Oman, Afghanistan
- Lostopf 4: China, Indonesien, Nordkorea, Ver. Arab. Emirate

Die Auslosung ergab folgende Gruppeneinteilung:
| Gruppe A      | Gruppe B           | Gruppe C    | Gruppe D      |
| ------------- | ------------------ | ----------- | ------------- |
| Saudi-Arabien | Japan              | Südkorea    | Iran          |
| Usbekistan    | Australien         | Jemen       | Tadschikistan |
| Thailand      | Vietnam            | Afghanistan | Oman          |
| China         | Ver. Arab. Emirate | Indonesien  | Nordkorea     |

## Gruppenphase

### Gruppe A
| Pl. | Land          | Sp. | S | U | N | Tore    | Diff. | Punkte |
| --- | ------------- | --- | - | - | - | ------- | ----- | ------ |
| 1.  | Usbekistan    | 3   | 3 | 0 | 0 | 009:200 | +7    | 09     |
| 2.  | Saudi-Arabien | 3   | 2 | 0 | 1 | 005:500 | ±0    | 06     |
| 3.  | China         | 3   | 1 | 0 | 2 | 004:400 | ±0    | 03     |
| 4.  | Thailand      | 3   | 0 | 0 | 3 | 002:900 | −7    | 0      |

| 3. April 2025, 18:00 Uhr (17:00 Uhr MESZ) in Ta'if (Okaz) |   |               |           |
| Usbekistan                                                | – | Thailand      | 4:1 (2:1) |
| 3. April 2025, 20:15 Uhr (19:15 Uhr MESZ) in Ta'if (Fahd) |   |               |           |
| Saudi-Arabien                                             | – | China         | 2:1 (2:0) |
| 6. April 2025, 18:00 Uhr (17:00 Uhr MESZ) in Ta'if (Okaz) |   |               |           |
| China                                                     | – | Usbekistan    | 1:2 (1:1) |
| 6. April 2025, 20:15 Uhr (19:15 Uhr MESZ) in Ta'if (Fahd) |   |               |           |
| Thailand                                                  | – | Saudi-Arabien | 1:3 (1:1) |
| 9. April 2025, 20:15 Uhr (19:15 Uhr MESZ) in Ta'if (Okaz) |   |               |           |
| Thailand                                                  | – | China         | 0:2 (0:0) |
| 9. April 2025, 20:15 Uhr (19:15 Uhr MESZ) in Ta'if (Fahd) |   |               |           |
| Saudi-Arabien                                             | – | Usbekistan    | 0:3 (0:0) |

### Gruppe B
| Pl. | Land               | Sp. | S | U | N | Tore    | Diff. | Punkte |
| --- | ------------------ | --- | - | - | - | ------- | ----- | ------ |
| 1.  | Japan              | 3   | 1 | 1 | 1 | 007:500 | +2    | 04     |
| 2.  | Ver. Arab. Emirate | 3   | 1 | 1 | 1 | 004:500 | −1    | 04     |
| 3.  | Australien         | 3   | 1 | 1 | 1 | 004:500 | −1    | 04     |
| 4.  | Vietnam            | 3   | 0 | 3 | 0 | 003:300 | ±0    | 03     |

| 4. April 2025, 18:00 Uhr (17:00 Uhr MESZ) in Ta'if (Okaz)  |   |                    |           |
| Australien                                                 | – | Vietnam            | 1:1 (1:0) |
| 4. April 2025, 20:15 Uhr (19:15 Uhr MESZ) in Ta'if (Fahd)  |   |                    |           |
| Japan                                                      | – | Ver. Arab. Emirate | 4:1 (3:0) |
| 7. April 2025, 18:00 Uhr (17:00 Uhr MESZ) in Ta'if (Okaz)  |   |                    |           |
| Vietnam                                                    | – | Japan              | 1:1 (0:1) |
| 7. April 2025, 20:15 Uhr (19:15 Uhr MESZ) in Ta'if (Fahd)  |   |                    |           |
| Ver. Arab. Emirate                                         | – | Australien         | 2:0 (1:0) |
| 10. April 2025, 18:00 Uhr (17:00 Uhr MESZ) in Ta'if (Okaz) |   |                    |           |
| Japan                                                      | – | Australien         | 2:3 (1:0) |
| 10. April 2025, 18:00 Uhr (17:00 Uhr MESZ) in Ta'if (Fahd) |   |                    |           |
| Vietnam                                                    | – | Ver. Arab. Emirate | 1:1 (1:0) |

### Gruppe C
| Pl. | Land        | Sp. | S | U | N | Tore    | Diff. | Punkte |
| --- | ----------- | --- | - | - | - | ------- | ----- | ------ |
| 1.  | Indonesien  | 3   | 3 | 0 | 0 | 007:100 | +6    | 09     |
| 2.  | Südkorea    | 3   | 2 | 0 | 1 | 007:100 | +6    | 06     |
| 3.  | Jemen       | 3   | 1 | 0 | 2 | 003:500 | −2    | 03     |
| 4.  | Afghanistan | 3   | 0 | 0 | 3 | 000:100 | −10   | 0      |

| 4. April 2025, 18:00 Uhr (17:00 Uhr MESZ) in Dschidda (Prince)  |   |             |           |
| Südkorea                                                        | – | Indonesien  | 0:1 (0:0) |
| 4. April 2025, 20:15 Uhr (19:15 Uhr MESZ) in Dschidda (King)    |   |             |           |
| Jemen                                                           | – | Afghanistan | 2:0 (2:0) |
| 7. April 2025, 18:00 Uhr (17:00 Uhr MESZ) in Dschidda (Prince)  |   |             |           |
| Indonesien                                                      | – | Jemen       | 4:1 (2:0) |
| 7. April 2025, 20:15 Uhr (19:15 Uhr MESZ) in Dschidda (King)    |   |             |           |
| Afghanistan                                                     | – | Südkorea    | 0:6 (0:3) |
| 10. April 2025, 20:15 Uhr (19:15 Uhr MESZ) in Dschidda (King)   |   |             |           |
| Südkorea                                                        | – | Jemen       | 1:0 (1:0) |
| 10. April 2025, 20:15 Uhr (19:15 Uhr MESZ) in Dschidda (Prince) |   |             |           |
| Afghanistan                                                     | – | Indonesien  | 0:2 (0:0) |

### Gruppe D
| Pl. | Land          | Sp. | S | U | N | Tore    | Diff. | Punkte |
| --- | ------------- | --- | - | - | - | ------- | ----- | ------ |
| 1.  | Tadschikistan | 3   | 2 | 0 | 1 | 005:500 | ±0    | 06     |
| 2.  | Nordkorea     | 3   | 1 | 2 | 0 | 006:300 | +3    | 05     |
| 3.  | Oman          | 3   | 1 | 1 | 1 | 006:600 | ±0    | 04     |
| 4.  | Iran          | 3   | 0 | 1 | 2 | 004:700 | −3    | 01     |

| 5. April 2025, 18:00 Uhr (17:00 Uhr MESZ) in Dschidda (Prince)  |   |               |           |
| Tadschikistan                                                   | – | Oman          | 2:1 (1:1) |
| 5. April 2025, 20:15 Uhr (19:15 Uhr MESZ) in Dschidda (King)    |   |               |           |
| Iran                                                            | – | Nordkorea     | 1:1 (1:1) |
| 8. April 2025, 18:00 Uhr (17:00 Uhr MESZ) in Dschidda (King)    |   |               |           |
| Nordkorea                                                       | – | Tadschikistan | 3:0 (0:0) |
| 8. April 2025, 20:15 Uhr (19:15 Uhr MESZ) in Dschidda (Prince)  |   |               |           |
| Oman                                                            | – | Iran          | 3:2 (0:1) |
| 11. April 2025, 20:15 Uhr (19:15 Uhr MESZ) in Dschidda (Prince) |   |               |           |
| Iran                                                            | – | Tadschikistan | 1:3 (0:1) |
| 11. April 2025, 20:15 Uhr (19:15 Uhr MESZ) in Dschidda (King)   |   |               |           |
| Oman                                                            | – | Nordkorea     | 2:2 (0:1) |

## Finalrunde

### Spielplan
|  | Viertelfinale      | Viertelfinale |               |         | Halbfinale | Halbfinale |  |  | Finale | Finale |
|  |                    |               |               |         |            |            |  |  |        |        |
|  | Usbekistan         | 3             |               |         |            |            |  |  |        |        |
|  | Ver. Arab. Emirate | 1             |               |         |            |            |  |  |        |        |
|  | Ver. Arab. Emirate | 1             | Usbekistan    | 3       |            |            |  |  |        |        |
|  |                    |               | Usbekistan    | 3       |            |            |  |  |        |        |
|  |                    | Nordkorea     | 0             |         |            |            |  |  |        |        |
|  | Indonesien         | Nordkorea     | 0             | 0       |            |            |  |  |        |        |
|  | Indonesien         |               |               | 0       |            |            |  |  |        |        |
|  | Nordkorea          | 6             |               |         |            |            |  |  |        |        |
|  |                    |               | Usbekistan    | 2       |            |            |  |  |        |        |
|  |                    | Saudi-Arabien | 0             |         |            |            |  |  |        |        |
|  | Japan              | 2 (2)         |               |         |            |            |  |  |        |        |
|  | Saudi-Arabien      | E2 (3)E       |               |         |            |            |  |  |        |        |
|  | Saudi-Arabien      | E2 (3)E       | Saudi-Arabien | E1 (3)E |            |            |  |  |        |        |
|  |                    |               | Saudi-Arabien | E1 (3)E |            |            |  |  |        |        |
|  |                    | Südkorea      | 1 (1)         |         |            |            |  |  |        |        |
|  | Tadschikistan      | Südkorea      | 1 (1)         | 2 (3)   |            |            |  |  |        |        |
|  | Tadschikistan      |               |               | 2 (3)   |            |            |  |  |        |        |
|  | Südkorea           | E2 (5)E       |               |         |            |            |  |  |        |        |

E Sieg im Elfmeterschießen

### Viertelfinale
| 13. April 2025, 17:00 Uhr (16:00 Uhr MESZ) in Ta'if (Okaz)      |   |                    |                      |
| Japan                                                           | – | Saudi-Arabien      | 2:2 (1:2), 2:3 i. E. |
| 13. April 2025, 20:15 Uhr (19:15 Uhr MESZ) in Ta'if (Fahd)      |   |                    |                      |
| Usbekistan                                                      | – | Ver. Arab. Emirate | 3:1 (3:0)            |
| 14. April 2025, 17:00 Uhr (16:00 Uhr MESZ) in Dschidda (King)   |   |                    |                      |
| Indonesien                                                      | – | Nordkorea          | 0:6 (0:2)            |
| 14. April 2025, 20:15 Uhr (19:15 Uhr MESZ) in Dschidda (Prince) |   |                    |                      |
| Tadschikistan                                                   | – | Südkorea           | 2:2 (0:0), 3:5 i. E. |

### Halbfinale
| 17. April 2025, 17:00 Uhr (16:00 Uhr MESZ) in Ta'if (Okaz) |   |           |                      |
| Saudi-Arabien                                              | – | Südkorea  | 1:1 (0:1), 3:1 i. E. |
| 17. April 2025, 20:15 Uhr (19:15 Uhr MESZ) in Ta'if (Fahd) |   |           |                      |
| Usbekistan                                                 | – | Nordkorea | 3:0 (1:0)            |

### Finale
| Usbekistan                                                             | Usbekistan | Saudi-Arabien | Saudi-Arabien |
| ---------------------------------------------------------------------- | --- | --- | ------------- |
| Usbekistan                                                             | \| Finale \| \| 20. April 2025 um 18:00 Uhr (17:00 MESZ) in Ta'if (König-Fahd-Stadion) \| \| Ergebnis: 2:0 (0:0) \| \| Zuschauer: 10.225 \| \| Schiedsrichter: Mohammed al-Shammari ( Katar) \| \| Spielbericht \| | \| Finale \| \| 20. April 2025 um 18:00 Uhr (17:00 MESZ) in Ta'if (König-Fahd-Stadion) \| \| Ergebnis: 2:0 (0:0) \| \| Zuschauer: 10.225 \| \| Schiedsrichter: Mohammed al-Shammari ( Katar) \| \| Spielbericht \| | Saudi-Arabien |
| Usbekistan                                                             | Neʼmatulloh Rustamjonov – Miraziz Abdukarimov, Moʻminxon Bahodirxonov , Muhammad Hakimov, Muhammadali Musaxonov – Muhammad Habibullayev (90.+3' Amirxon Murodov), Abubakir Shukurullayev (46. Behruz Saidmurodov), Azizbek Erimbetov (75. Azizbek Abdumoʻminov) – Sayfiddin Sodikov (46. Asilbek Aliyev), Nurbek Sarsenbayev, Sadriddin Hasanov (80. Jamshidbek Rustamov) Cheftrainer: Islombek Ismoilov | Abdulrahman al-Otaibi – Yazeed al-Dosari (64. Alwaleed al-Oufi), Abu Baker Saeed, Nasser al-Fihani, Adel Bin Hibah (74. Salem Abdullah) – Maher Tawashi (46. Thari Saeed), Saeed al-Dosari, Abdulaziz al-Fawaz , Sabri Dahal (74. Osama al-Daghmah) – Abdulhadi Matari (46. Mukhtar Barnawi), Abdulrahman Sufyani Cheftrainer: Mário Jorge ( Brasilien) | Saudi-Arabien |
| Usbekistan                                                             | 1:0 Hakimov (51., Handelfmeter) 2:0 Hasanov (70.) | | Saudi-Arabien |
| Usbekistan                                                             | Shukurullayev (28.), Hakimov (30.) | Barnawi (60.) | Saudi-Arabien |
| Usbekistan                                                             | Sarsenbayev (40.), Abdukarimov (45.+2') | | Saudi-Arabien |
| Finale                                                                 | | |               |
| 20. April 2025 um 18:00 Uhr (17:00 MESZ) in Ta'if (König-Fahd-Stadion) | | |               |
| Ergebnis: 2:0 (0:0)                                                    | | |               |
| Zuschauer: 10.225                                                      | | |               |
| Schiedsrichter: Mohammed al-Shammari ( Katar)                          | | |               |
| Spielbericht                                                           | | |               |

## Beste Torschützen
Nachfolgend sind die besten Torschützen des Turnieres aufgeführt. Bei gleicher Anzahl an Toren sind die Spieler zunächst nach der Anzahl der Vorlagen und anschließend nach den Spielminuten sortiert.
| Rang | Spieler             | Tore | Vorlagen | Spielminuten |
| ---- | ------------------- | ---- | -------- | ------------ |
| 01   | Asilbek Aliyev      | 5    | 0        | 293          |
| 02   | Sadriddin Hasanov   | 4    | 1        | 411          |
| 03   | Ri Kang-rim         | 3    | 0        | 218          |
| 04   | Jamshidbek Rustamov | 3    | 0        | 248          |
| 05   | Minato Yoshida      | 3    | 0        | 275          |
| 06   | Evandra Florasta    | 3    | 0        | 309          |
| 07   | Kim Eun-seong       | 3    | 0        | 332          |

Zu diesen besten Torschützen mit mindestens drei Toren kommen 14 weitere mit jeweils zwei Tore und 49 weitere mit jeweils einem Tor.

## Schiedsrichter
Beim Turnier kamen die folgende Schiedsrichter zum Einsatz.
Hauptschiedsrichter:
- Daniel Elder
- Dong Fangyu
- Jin Jingyuan
- Venkatesh Ramachandran
- Morteza Mansourian
- Kōki Nagamine
- Mahmoud al-Sawalmeh
- Mohammed al-Shammari
- Faisal al-Balawi
- Kim Yu-jeong
- Abdullo Davlatov
- Torphong Somsing